# 1591
1591 (MDXCI) fue un año común comenzado en martes del calendario gregoriano y un año común comenzado en viernes del calendario juliano.

## Acontecimientos
- 13 de marzo: Batalla de Tondibi.
- 20 de mayo: Juan Ramírez de Velasco funda la Ciudad de Todos los Santos de La Nueva Rioja.
- 3 de noviembre: en Roma, el cardenal Facchinetti es elegido papa con el nombre de Inocencio IX.
- 24 de diciembre: Felipe II publica un perdón general para los amotinados y respeta la esencia de los fueros aragoneses.
- Las tropas de Mauricio de Nassau conquistan Zutphen y Deventer a los españoles, durante la guerra de Flandes.
- Comienza el período de máxima llegada de metales preciosos de América a España. Acabaría en 1600.
- Fundación de la ciudad india de Hyderabad.
- Borís Godunov es nombrado zar.

## Arte y literatura
- Teatro isabelino
  - Sir Thomas More (Apócrifa).

## Nacimientos
- 12 de enero: José de Ribera, pintor español (f. 1652)
- 21 de febrero: Gérard Desargues, arquitecto y geómetra francés (f. 1661)
- 12 de agosto: Luisa de Marillac, santa francesa (f. 1660)

## Fallecimientos
- Jerónimo Muñoz astrónomo valenciano.
- 23 de agosto: Fray Luis de León, profesor, teólogo y poeta español (n. 1527).
- 16 de octubre: Gregorio XIV, papa italiano (n. 1535).
- 14 de diciembre: San Juan de la Cruz, místico y poeta español, patrón de los poetas en lengua castellana (n. 1542)
- 20 de diciembre: Juan V de Lanuza, Justicia de Aragón (n. 1564).
- 30 de diciembre: Inocencio IX, papa italiano (n. 1519).